# Cornelis (film)
Cornelis är en svensk dramafilm från 2010 i regi av Amir Chamdin. Filmen handlar om musikern Cornelis Vreeswijks händelserika och stormiga liv, där titelrollen spelas av Hans-Erik Dyvik Husby.
Filmen hade premiär den 12 november 2010.

## Om filmen
I filmens soundtrack ingår en del nyfunnet och tidigare outgivet material av Cornelis Vreeswijk. Filmen gick tidigare under arbetsnamnet Medborgare, god afton!. På Guldbaggegalan 2011 hade filmen en nominering i kategorin Bästa manliga biroll (David Dencik – Fred Åkerström), men förlorade kategorin till Himlen är oskyldigt blå.

## Rollista
- Hans-Erik Dyvik Husby - Cornelis Vreeswijk
- Malin Crépin - Ingalill Rehnberg
- Helena af Sandeberg - Bim Warne
- David Dencik - Fred Åkerström
- Johan Glans - Anders Burman
- Frida Sjögren - Anita Strandell
- Vera Vitali - Ann-Christin Wennerström
- Pernilla Andersson - Ann-Louise Hanson
- Louis Fellbom - Jack Vreeswijk
- Aksel Morisse - Silas Bäckström
- Markus Granseth - Sid Jansson
- Ola Bergström - Björn J:son Lindh
- Adrian Munoz Nordqvist - unge Cornelis Vreeswijk
- Fabian Fourén - Jack Vreeswijk 6 år

## Mottagande
Cornelis sågs av 208 051 svenska biobesökare.

### Fotnoter
1. 1 2 3 4 5 6 7 8 9 10 11  läs online, www.nb.no , läst: 31 januari 2016.[källa från Wikidata]
2. 1 2 3 4 5 6 7 8 9 10 11 12 13 14 15  Svensk Filmdatabas, Svenska Filminstitutet, läs online, läst: 20 augusti 2022.[källa från Wikidata]
3. ↑  ”Filmåret i siffror 2011”. Svenska filminstitutet. https://www.filminstitutet.se/globalassets/2.-fa-kunskap-om-film/analys-och-statistik/publications/facts-and-figures/filmaret-i-siffror-2011.pdf. Läst 20 augusti 2022.

### Webbkällor
- Svensk Filmdatabas - Cornelis
- Hedlund, Oscar (2000). Cornelis – scener ur en äventyrares liv. Stockholm: Albert Bonniers förlag. ISBN 91-34-51809-6
- Gustafson, Klas (2006). Ett bluesliv. Berättelsen om Cornelis Vreeswijk. Stockholm: Leopard förlag. ISBN 91-7343-076-5